# Campionato d'Asia per club 1999-2000
Il Campionato d'Asia per club 1999-2000 fu vinto dall'Al-Hilal (Arabia Saudita).

## Primo turno

### Asia Occidentale
| Squadra 1       | Totale | Squadra 2             | Andata    | Ritorno   |
| --------------- | ------ | --------------------- | --------- | --------- |
| Al-Wahda        | 3-3    | Al-Sadd               | 2-2       | 1-1       |
| FC Irtysh       | 9-5    | FC Pakhtakor Tashkent | 7-0       | 2-5       |
| Varzob Dushanbe | 5-1    | Dinamo Bishkek        | 4-0       | 1-1       |
| Al-Qadisiya     | [ 1 ]  | Al-Wahda              | annullata | annullata |

### Asia Orientale
| Squadra 1        | Totale | Squadra 2               | Andata    | Ritorno   |
| ---------------- | ------ | ----------------------- | --------- | --------- |
| Mohun Bagan      | 2-1    | Muktijoddha Sangsad     | 2-1       | 0-0       |
| SGP Armed Forces | 11-3   | Royal Dolphins          | 8-1       | 3-2       |
| GD Lam Pak       | 1-9    | Sinthana                | 0-2       | 1-7       |
| PSIS Semarang    | 4-9    | Suwon Samsung Bluewings | 2-3       | 2-6       |
| Dalian Wanda     | [ 2 ]  | Kashima Antlers         | annullata | annullata |
| Happy Valley     | [ 3 ]  | The Cong                | annullata | annullata |
| Club Valencia    | [ 4 ]  | Campioni di Nepal       | annullata | annullata |

## Secondo turno

### Asia Occidentale
| Squadra 1     | Totale | Squadra 2       | Andata | Ritorno |
| ------------- | ------ | --------------- | ------ | ------- |
| Persepolis FC | 3-0    | Al-Ansar        | 3-0    | 0-0     |
| Al-Shorta     | 5-0    | Al-Wahda        | 5-0    | 0-0     |
| Al-Sadd       | 1-3    | Al-Hilal        | 0-1    | 1-2     |
| FC Irtysh     | 5-0    | Varzob Dushanbe | 4-0    | 1-0     |

### Asia Orientale
| Squadra 1        | Totale | Squadra 2               | Andata    | Ritorno   |
| ---------------- | ------ | ----------------------- | --------- | --------- |
| Júbilo Iwata     | 8-0    | Mohun Bagan             | 8-0       | annullata |
| Club Valencia    | 0-16   | Kashima Antlers         | annullata | 0-16      |
| SGP Armed Forces | 2-3    | Sinthana                | 1-1       | 1-2       |
| The Cong         | 1-7    | Suwon Samsung Bluewings | 1-1       | 0-6       |

## Quarti di finale

### Asia Occidentale
| Squadra       | G | V | N | P | GF | GS | DR | Pti |
| ------------- | - | - | - | - | -- | -- | -- | --- |
| Al-Hilal      | 3 | 2 | 1 | 0 | 3  | 0  | +3 | 7   |
| Persepolis FC | 3 | 1 | 2 | 0 | 1  | 0  | +1 | 5   |
| Al-Shorta     | 3 | 1 | 1 | 1 | 3  | 3  | 0  | 4   |
| FC Irtysh     | 3 | 0 | 0 | 3 | 2  | 6  | −4 | 0   |

| Arabia Saudita 7 febbraio 2000                                                 | Al-Hilal  | 2 – 0 | FC Irtysh | Riyadh |
| \| \| \| \| \| Ruslan Gumar 40’(aut) Jassem Al Houwaidi 50’ \| Marcatori \| \| |           |       |           |        |
|                                                                                |           |       |           |        |
| Ruslan Gumar 40’(aut) Jassem Al Houwaidi 50’                                   | Marcatori |       |           |        |

| Arabia Saudita 7 febbraio 2000 | Persepolis FC | 0 – 0 | Al-Shorta | Riyadh |

| Arabia Saudita 9 febbraio 2000                    | Al-Shorta | 0 – 1           | Al-Hilal | Riyadh |
| \| \| \| \| \| \| Marcatori \| 67’ Al Doussari \| |           |                 |          |        |
|                                                   |           |                 |          |        |
|                                                   | Marcatori | 67’ Al Doussari |          |        |

| Arabia Saudita 9 febbraio 2000                           | Persepolis FC | 1 – 0 | FC Irtysh | Riyadh |
| \| \| \| \| \| Mehdi Hasheminasab 78’ \| Marcatori \| \| |               |       |           |        |
|                                                          |               |       |           |        |
| Mehdi Hasheminasab 78’                                   | Marcatori     |       |           |        |

| Arabia Saudita 11 febbraio 2000                                                                                             | Al-Shorta | 3 – 2                                      | FC Irtysh | Riyadh |
| \| \| \| \| \| Haider Mahmoud Majid 50’ Sabeh Khalaf 64’, 89’ \| Marcatori \| 27’ Andrei Miroshichenko 85’ Nilton Mendes \| |           |                                            |           |        |
| |           |                                            |           |        |
| Haider Mahmoud Majid 50’ Sabeh Khalaf 64’, 89’                                                                              | Marcatori | 27’ Andrei Miroshichenko 85’ Nilton Mendes |           |        |

| Arabia Saudita 11 febbraio 2000 | Al-Hilal | 0 – 0 | Persepolis FC | Riyadh |

### Asia Orientale
| Squadra                 | G | V | N | P | GF | GS | DR | Pti |
| ----------------------- | - | - | - | - | -- | -- | -- | --- |
| Júbilo Iwata            | 3 | 3 | 0 | 0 | 4  | 0  | +4 | 9   |
| Suwon Samsung Bluewings | 3 | 1 | 1 | 1 | 5  | 2  | +3 | 4   |
| Kashima Antlers         | 3 | 1 | 1 | 1 | 4  | 2  | +2 | 4   |
| Sinthana                | 3 | 0 | 0 | 3 | 0  | 9  | −9 | 0   |

| Giappone 25 febbraio 2000                                              | Kashima Antlers | 1 – 1           | Suwon Samsung Bluewings | Kagoshima |
| \| \| \| \| \| Mitsuo Ogasawara 81’ \| Marcatori \| 44’ Park Kun-Ha \| |                 |                 |                         |           |
|                                                                        |                 |                 |                         |           |
| Mitsuo Ogasawara 81’                                                   | Marcatori       | 44’ Park Kun-Ha |                         |           |

| Giappone 25 febbraio 2000                                   | Júbilo Iwata | 2 – 0 | Sinthana | Kagoshima |
| \| \| \| \| \| Dmitri Radchenko 73’, 90’ \| Marcatori \| \| |              |       |          |           |
|                                                             |              |       |          |           |
| Dmitri Radchenko 73’, 90’                                   | Marcatori    |       |          |           |

| Giappone 27 febbraio 2000                         | Júbilo Iwata | 1 – 0 | Kashima Antlers | Kagoshima |
| \| \| \| \| \| Daisuke Oku 21’ \| Marcatori \| \| |              |       |                 |           |
|                                                   |              |       |                 |           |
| Daisuke Oku 21’                                   | Marcatori    |       |                 |           |

| Giappone 27 febbraio 2000                                                                                       | Suwon Samsung Bluewings | 4 – 0 | Sinthana | Kagoshima |
| \| \| \| \| \| Lee Gi-Beom 4’ Shin Hong-Gi 19’(rig) Park Kun-Ha 38’ Vitaly Paraknhyevych 90’ \| Marcatori \| \| |                         |       |          |           |
| |                         |       |          |           |
| Lee Gi-Beom 4’ Shin Hong-Gi 19’(rig) Park Kun-Ha 38’ Vitaly Paraknhyevych 90’                                   | Marcatori               |       |          |           |

| Giappone 29 febbraio 2000                            | Júbilo Iwata | 1 – 0 | Suwon Samsung Bluewings | Kagoshima |
| \| \| \| \| \| Toshiya Fujita 19’ \| Marcatori \| \| |              |       |                         |           |
|                                                      |              |       |                         |           |
| Toshiya Fujita 19’                                   | Marcatori    |       |                         |           |

| Giappone 29 febbraio 2000                                                                  | Kashima Antlers | 3 – 0 | Sinthana | Kagoshima |
| \| \| \| \| \| Tomoyuki Hirase 14’ Kōji Nakata 32’ Masashi Motoyama 88’ \| Marcatori \| \| |                 |       |          |           |
|                                                                                            |                 |       |          |           |
| Tomoyuki Hirase 14’ Kōji Nakata 32’ Masashi Motoyama 88’                                   | Marcatori       |       |          |           |

## Semifinali
| Arabia Saudita 20 aprile 2000                        | Al-Hilal  | 1 – 0 | Suwon Samsung Bluewings | Riyadh |
| \| \| \| \| \| Sergio Ricardo 11’ \| Marcatori \| \| |           |       |                         |        |
|                                                      |           |       |                         |        |
| Sergio Ricardo 11’                                   | Marcatori |       |                         |        |

| Arabia Saudita 20 aprile 2000                                               | Júbilo Iwata | 2 – 0 | Persepolis FC | Riyadh |
| \| \| \| \| \| Naohiro Takahara 67’ Masashi Nakayama 90’ \| Marcatori \| \| |              |       |               |        |
|                                                                             |              |       |               |        |
| Naohiro Takahara 67’ Masashi Nakayama 90’                                   | Marcatori    |       |               |        |

## Finale 3º-4º posto
| Arabia Saudita 22 aprile 2000                    | Persepolis FC | 1 – 0 | Suwon Samsung Bluewings | Riyadh |
| \| \| \| \| \| Ali Karimi 75’ \| Marcatori \| \| |               |       |                         |        |
|                                                  |               |       |                         |        |
| Ali Karimi 75’                                   | Marcatori     |       |                         |        |

## Finale
| Arabia Saudita 22 aprile 2000                                                                            | Al-Hilal  | 3 – 2 (dts)                               | Júbilo Iwata | Riyadh |
| \| \| \| \| \| Sergio Ricardo 3’, 89’, 102’ \| Marcatori \| 18’ Masashi Nakayama 19’ Naohiro Takahara \| |           |                                           |              |        |
| |           |                                           |              |        |
| Sergio Ricardo 3’, 89’, 102’                                                                             | Marcatori | 18’ Masashi Nakayama 19’ Naohiro Takahara |              |        |

## Campioni
| Asian Club Championship 1999-2000 Al-Hilal Secondo Titolo |